# Ricardo Cappelli
Ricardo Garcia Cappelli (Rio de Janeiro, 11 de fevereiro de 1972) é um jornalista e político brasileiro, filiado ao Partido Socialista Brasileiro (PSB) e atual presidente da Agência Brasileira de Desenvolvimento Industrial (ABDI). 
Foi secretário-executivo do Ministério da Justiça e Segurança Pública, de 2023 a 2024, e ganhou notoriedade ao ser designado pelo presidente Lula como interventor federal na Secretaria de Estado de Segurança Pública do Distrito Federal em janeiro de 2023, no contexto dos ataques de 8 de janeiro. Também exerceu, de forma interina, o cargo de ministro-chefe do Gabinete de Segurança Institucional da Presidência da República entre 19 de abril e 4 de maio de 2023.

## Carreira
Nascido no Rio de Janeiro, capital do estado do Rio de Janeiro, Capelli estudou jornalismo no Centro Universitário Euroamericano (UniEuro), em Brasília (DF). Ao entrar em contato com a militância estudantil, ainda na juventude, ele presidiu a União Nacional Dos Estudantes (UNE) de 1997 a 1999.
Ricardo trabalhou como assessor de vereador no Rio de Janeiro, tendo como foco a concepção de políticas públicas para a juventude. Foi Coordenador Especial de Políticas Públicas para Juventude do Governo do Estado do Rio de Janeiro de 1999 a 2002.
Em 2002, se candidatou pelo Partido Comunista do Brasil (PCdoB) ao cargo de deputado estadual, porém não se elegeu.
De 2003 a 2005, atuou como Diretor de Esporte Universitário do Ministério do Esporte. Entre 2005 e 2008, exerceu o cargo de Secretário de Desenvolvimento Econômico e Social da Prefeitura de Nova Iguaçu.
Foi candidato a vereador no Rio de Janeiro em 2008, porém não obteve êxito.
Atuou como Diretor de Incentivo e Fomento do Ministério do Esporte e foi Presidente da Comissão Técnica da Lei Federal de Incentivo ao Esporte de 2009 a 2013. Foi Secretário Nacional de Esporte, Educação, Lazer e Inclusão Social do Ministério do Esporte de 2013 a 2015, além de Membro do Conselho Nacional do Esporte no período.

### Governo do Maranhão
Exerceu o cargo de Secretário estadual da Representação Institucional do Governo do Maranhão no Distrito Federal, de 2015 a 2021, durante o governo de Flávio Dino.
Em 2021, acompanhou a desfiliação de Dino do PCdoB, filiando-se ao Partido Socialista Brasileiro. Foi secretário de Estado de Comunicação Social, de 2021 a 2022, nos governos Flávio Dino e Carlos Brandão.

### Terceiro governo Lula
Com a posse de Flávio Dino como Ministro da Justiça e Segurança Pública, Capelli foi anunciado como secretário-executivo do Ministério.
Em 8 de janeiro de 2023, foi nomeado como interventor federal na Secretaria de Estado de Segurança Pública do Distrito Federal (SSP-DF) pelo presidente Lula, durante a tentativa de golpe de Estado por radicais bolsonaristas naquele dia.
Entre 19 de abril e 4 de maio de 2023, assumiu de forma interina o cargo de ministro-chefe do Gabinete de Segurança Institucional da Presidência da República.
Após deixar o cargo de secretário executivo do Ministério da Justiça e Segurança Pública em 31 de janeiro de 2024, Cappelli foi convidado pelo vice-presidente do Brasil, Geraldo Alckmin (PSB), para assumir a presidência da Agência Brasileira de Desenvolvimento Industrial, tendo aceitado o convite no mesmo dia. Foi nomeado ao cargo pelo presidente Lula em 2 de fevereiro, para um mandado de quatro anos, tomando posse em 22 de fevereiro.

## Condecorações
| Insígnia | País   | Honra                                 | Data                   |
| -------- | ------ | ------------------------------------- | ---------------------- |
|          | Brasil | Grande Oficial da Ordem de Rio Branco | 21 de novembro de 2023 |